# Matchi-Manitou (territoire non organisé)
Pour les articles homonymes, voir Matchi-Manitou.
Matchi-Manitou est un territoire non organisé situé dans la municipalité régionale de comté de La Vallée-de-l'Or, dans la région administrative de l'Abitibi-Témiscamingue, au Québec.

## Histoire
- 1er janvier 1986: Constitution du territoire non organisé de Matchi-Manitou.

## Municipalités limitrophes
Matchi-Manitou est constitué de deux territoires non limitrophes.
Partie ouest:
Partie est:

## Démographie
| 2001 | 2006 | 2011 | 2016 | 2021 |
| ---- | ---- | ---- | ---- | ---- |
| 0    | 0    | 0    | 0    | 0    |